# 620 Drakonia
A 620 Drakonia egy a Naprendszer kisbolygói közül, amit Joel Hastings Metcalf fedezett fel 1906. október 26-án.